# Willem Christiaan Jan de Vicq

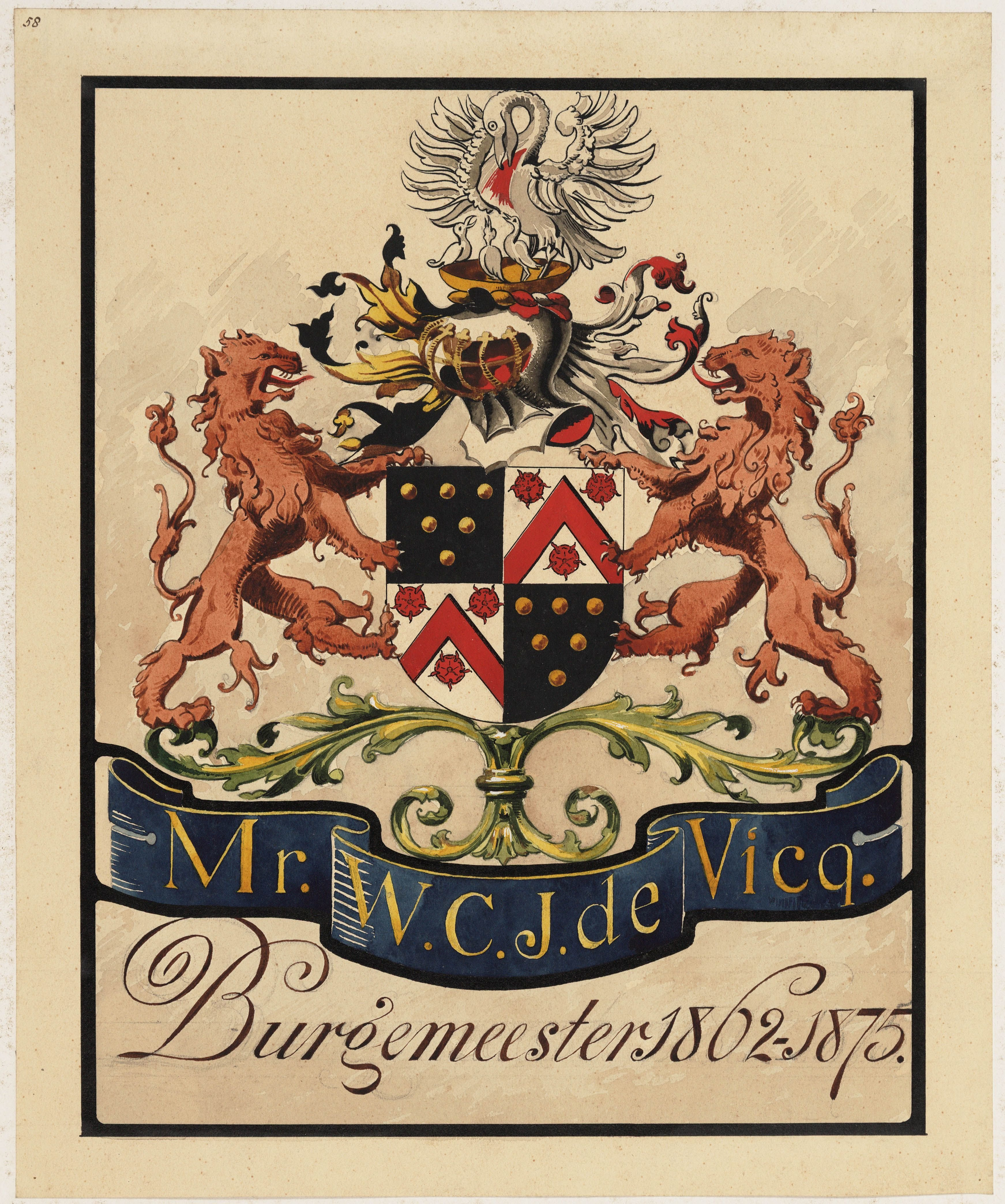

Willem Christiaan Jan de Vicq (Hoorn, 9 juni 1819 - aldaar, 7 januari 1892) was burgemeester van de Nederlandse stad Hoorn tussen 1862 en 1875. Als burgemeester was hij de opvolger van Pieter van Akerlaken, die deze functie achttien jaar lang bekleedde. De Vicq woonde in het pand Roode Steen 15 en liet daar in 1871 een nieuwe poort naast bouwen, zodat zijn achtertuin vanaf de Roode Steen toegankelijk zou worden. De liberaal Willem Karel van Dedem was de opvolger van De Vicq. 
De Vicq was getrouwd met Henrica Carbasius, de laatste telg uit een oud Hoorns regentengeslacht. Het stel is kinderloos gebleven.